# 広島広域公園陸上競技場
広島広域公園陸上競技場（ひろしまこういきこうえんりくじょうきょうぎじょう）は、広島県広島市安佐南区の広島広域公園内にある多目的スタジアム。愛称は広島ビッグアーチ（ひろしまビッグアーチ）。略称は「広島広」ないしは「広島ビ」。施設は広島市が所有し、公益財団法人広島市スポーツ協会が指定管理者として運営管理を行っている。
なお、広島市に本社を置くホットスタッフ広島が命名権を取得しており、2024年3月から「ホットスタッフフィールド広島」（ホットスタッフフィールドひろしま）の呼称を用いている（後述）。

## 施設概要

### 立地
広島市北西部にニュータウンとして整備された西風新都エリア（旧・広島西部丘陵都市）において、広島市で開催されることになっていた1994年アジア競技大会および1996年（平成8年）の第51回国民体育大会（ひろしま国体）の主会場地区として整備された広島広域公園に1992年（平成4年）9月に建設された（アジア大会の運営リハーサル大会として、同年にここを主会場にAFCアジアカップ1992が行われ、これがこけら落しとなっている）。競技場建設工事の発注は、広島市ではなく西風新都エリア全体を整備した住宅・都市整備公団（現・都市再生機構）が行っている。

### トラック
日本陸上競技連盟第1種公認（旧基準）、8レーンの全天候型トラック。補助競技場は6レーンとなっている。（ホームストレートは8レーン)いずれも1周400m。

### フィールド
インフィールドはサッカーおよびラグビーに対応した107m×73.3mの天然芝フィールドを有する。
サンフレッチェ広島は1992年-1993年はアジア競技大会ひろしま1994開催に備えた芝生保護のため試合数に大幅な制限をかけられた が、1994年（Jリーグへの公式な移転届けの提出は1996年）以後は年間の主催試合の過半数を開催する本拠地に昇格した。

### スタンド
フィールドをすり鉢状に囲むように一層式のスタンドが設けられている。スタンドは全周囲が連続した構造で、メインスタンド側とバックスタンド側はスタンド高さが延長されている。全席いす席で、完成当初はメインスタンドの一部を除いてすべてベンチシートとなっていたが、アジアサッカー連盟がAFCチャンピオンズリーグのスタジアム基準として「5000席以上の背もたれ付き個別席の設置」を義務づけたことから、2019年にバックスタンド中央下部を背もたれ付き個別席に改修している。サンフレッチェの試合（リーグ戦）では当初ここを指定席扱いとした（改修前は自由席扱い）が、客足が伸びなかったため、6月以後の試合においてはこの取り扱いを取りやめて、原則自由席扱いに戻した。
メインスタンドには、愛称の「ビッグアーチ」の由来ともなったアーチ状の大屋根がかかっている。この大屋根は広島平和記念公園の原爆ドームをイメージしたとも言われている。メインスタンド以外の座席には屋根は設けられていないため、FIFAワールドカップのスタジアム基準を満たしていない。
照明設備は、メインスタンド側はアーチ状屋根に一体化されており、バックスタンド側に鉄塔式の照明灯が2基設置されている。

### 大型映像装置
ホーム側バックスタンド上方に大型の電光掲示板（電球式・単色）、アウェー側バックスタンド上方にフルカラーの大型映像装置（幅9,600mm×高さ7,200mm、475インチ相当）が設けられている。
このうちフルカラーの大型ビジョンについては、1994年に広島市が9億2500万円を投じて設置したもの だが、2013年2月26日開催のAFCチャンピオンズリーグ2013第1戦・広島対FCブニョドコル戦で不具合が判明 し、使用できなくなった。復旧に時間を要していることからサンフレッチェは暫定的に車載型大型映像装置を調達してしのいできたが、Jリーグから改善勧告を受けたことで広島市に本格的な対処を要請した。この大型ビジョンはメーカーの製造終了から相当期間が経過しており、部品の調達等も困難となっていることから広島市では既存映像装置の復旧を事実上断念し、当面は引き続き車載型大型映像装置を使用（但しこれまでに映像装置の使用実績がある大会〈サンフレッチェ主管試合、織田記念陸上など〉に用途を限定）し、7月に仮設の大型映像装置をリースにより調達の上、故障した映像装置の前に設置することとした。
この仮設大型映像装置は幅7,680mm×高さ5,760mm（380インチ相当）のパナソニックアストロビジョンで設置費用は1,417万5,000円（2014年3月末までのリース代込み）、25台のモニターを組み合わせたものとなっている。2013年7月10日開催のJ1第15節・広島対川崎の試合より使われることになり、映像装置が設置される付近の最上段を立ち入り禁止（横断幕の設置も禁止）とする措置を執ることになった。
2014年度以降の対応については予算編成時までに改めて検討するとしていたが、同年6月から7月にかけて、広島市によって再改修が行われた。これまで設置されていた仮設大型映像装置、及び故障後放置されていた既設の大型映像装置の表示パネルを撤去、撤去後の既設装置の表示部に幅9,600mm×高さ6,912mm（465.7インチ相当）のパナソニックアストロビジョンを設置することとなった。設置費用は2,214万円（撤去・処分費、設置費と2015年3月末までのリース代）。2014年7月15日開催のJ1第12節・広島対横浜FM戦より使用されている。前年に続き名目上は仮設装置という形での対応となったが、市が『多額の費用が掛かる全面的な改修についてはサッカースタジアムの議論が進行している中で慎重を期する必要がある』としているためである。

## 施設改修計画
1993年1月、広島市は本スタジアムを試合会場に想定し2002 FIFAワールドカップの開催候補地として立候補した。当時は5万人収容できるスタジアムが国内に少なかったこと、更には当時国際サッカー連盟 (FIFA) 会長であったジョアン・アヴェランジェからの推薦もあり、当地での開催は確実視されていた。しかし、開催に当たってはバックスタンドへの屋根の架設と座席改修工事が必要とされていた が、当時の広島市長だった平岡敬がこれを実施しないことを表明、結果開催地から外された。屋根架設を実施しなかった経緯について、平岡は後のインタビューで「（屋根架設の）設計図はあったし、経費は約140億円と踏んでいた」と明かした上で、「広島が選定されても（日韓共催のため）開催は3試合で、費用対効果に見合わない」と語っている。このときの広島市、実行委員会およびFIFAの判断については、一部の海外メディアに「原子爆弾が投下された広島市でFIFAワールドカップを実施することに意義がある」と再考を求められた。
1998年、約1億円をかけフィールドの芝生を全面改良および施設の改善を行っている（この間の第1ステージは広島スタジアムで代替）。このころはサンフレッチェもビッグアーチでのJリーグ開催を敬遠していた が、2007年以降はJリーグ主催試合をすべてここで行うようになった。
2009年10月、秋葉忠利市長が2020年夏季オリンピック招致を検討すると発表。ビッグアーチをメインスタジアムとし、ここを中心とする半径10km以内を「西風新都ゾーン」として仮設競技場を整備する計画が挙がっていた。
一方で同年、2018/2022年FIFAワールドカップ日本招致構想が明らかに。当初広島市はビッグアーチを試合会場として開催地に立候補する予定だったが、市が五輪誘致活動に専念する方針を決定したため、またもW杯開催地立候補を見送ることになった。ちなみに候補地になった場合には、屋根の架設は条項には入っていなかったが、「大型映像装置が2つ以上必要」「客席の幅が80センチ以上必要」などの改修条件があった。Jリーグからも、クラブライセンスのB等級基準（トイレ、客席の屋根）が充足していないためという理由で、サンフレッチェ広島に対して改善勧告が出されている。
このうちトイレに関しては予算化され、平成30年度の洋式化改修工事で充足させた。
また、AFCチャンピオンズリーグ開催のスタジアム要件である個席10000席以上を充足させるため、2018年オフにバックスタンド中央部とメインスタンド座席の更新を行った。

## 施設命名権
広島市は2012年9月18日から広島広域公園陸上競技場の命名権を募集し、2012年11月21日に広島市に本店を置く家電量販店のエディオンが広島広域公園陸上競技場の命名権を年額3,300万で取得した。契約期間は2013年3月1日から3年間、命名権による呼称は「エディオンスタジアム広島」で、一般呼称として「エディスタ広島」（単に「エディスタ」とも）を採用する。ただしリーグ記録等で用いられる略称には「Eスタ」の呼称を使用する。
その後もエディオンが命名権を更新。2022年12月に2023年3月1日から2024年2月29日までの1年間、年額3,300万円（消費税及び地方消費税を含む。）で更新した
2024年2月末で命名権契約が満了になるのに伴い、広島市は新たな命名権者を公募。サンフレッチェのホームスタジアムが2024年シーズンからエディオンピースウイング広島に移転することを踏まえ、募集要件が「3年以上、年額500万円以上」と引き下げられた 結果、2023年11月に広島市に本社を置く労働者派遣事業を手掛けるホットスタッフ広島が新たな命名権を取得することが決定した。新たな命名権名称は「ホットスタッフフィールド広島」で、契約期間は2024年3月1日からの6年間、契約料は年額720万円

## 過去に開催された主な大会・イベント
陸上競技やサッカーのみならず、コンサート会場としても使用されている。

## 交通
公共交通機関
- 広島高速交通広島新交通1号線（アストラムライン）広域公園前駅下車 徒歩5分
  - Jリーグ試合時は、試合開始と終了時間に合わせて臨時列車が運行されていた。2014年までは広域公園前駅下から無料シャトルバスが運行されていた。
  - サンフレッチェの試合日には一日乗車券「サンフレッチェ応援乗車券」が発売されていた（大人620円、子供310円。通常の一日乗車券は大人930円、子供470円）。

- 広島バスセンターから広島電鉄バス花の季台・こころ団地線「Aシティ中央」バス停下車 徒歩10分
- 広島駅及びゆめタウン廿日市から予約制の直行バス（サンフレッチェ試合日のみ）
- 岩国駅から防長交通バス・いわくにバス（高速バス）「広域公園前駅」バス停下車 徒歩5分
  - そのほか、五日市ICを使用する広島発着の高速バス（防長交通広島線、広福ライナーなど）が「広域公園前駅」バス停に停車する。

自動車
- 山陽自動車道五日市ICから広島県道71号広島湯来線を沼田方面に北上し3分、広域公園駅前交差点を左折。
- 広島自動車道広島西風新都ICから国道2号方面に南下し10分、大塚駅北交差点を右折後広域公園駅前交差点を右折。
- 広島高速4号線沼田出入口から大塚駅北交差点を左折後広域公園駅前交差点を右折。
  - 広域公園南側の常設駐車場の他、サンフレッチェの試合日には周辺に複数の予約制有料駐車場が用意されていた。

## 関連施設
- 広島広域公園補助競技場 
  - 中国サッカーリーグ・高円宮杯 JFA U-18サッカープリンスリーグ・全国高校サッカー選手権大会広島県大会決勝などのサッカー会場。
- 広島広域公園第一球技場
- 広島広域公園第二球技場
- 広島広域公園庭球場